# 플린트 힐스 급수
플린트 힐스 급수(Flint Hills series)는 초등함수로 이루어진 급수이지만 수렴 여부가 알려지지 않아 유명한 급수이다.
{\displaystyle \sum _{n=1}^{\infty }{\frac {\csc ^{2}n}{n^{3}}}} or {\displaystyle \sum _{n=1}^{\infty }{\frac {1}{n^{3}\sin ^{2}n}}}
알렉세예프(2011)는 이 급수의 수렴 여부에 대한 조건이 무리성 측도(영어: irrationality measure)와 큰 연관이 있음을 증명했다. 만약 원주율의 무리성 측도가 2.5보다 작다면 이 급수는 수렴하고, 2.5보다 크다면 발산한다. 경계값 2.5는 알려진 원주율의 무리성 측도의 상한 7.6063....보다  훨씬 작았다.
현재는 그 상한이 7.103205334137으로 내려갔지만 역시 2.5와는 동떨어져 있다. 원주율의 무리성 측도가 2라는 주장이 공표되었으나 검증되지 않았다.

## 일반화
급수의 지수를 바꾸거나 사인 함수의 주기를 바꾸거나 둘다 바꾼 일반화가 연구되었다.